# Francavilla d'Ete
Francavilla d'Ete este o comună din provincia Fermo, regiunea Marche, Italia, cu o populație de 1007 locuitori și o suprafață de 10,2 km².

## Demografie
Francavilla d'Ete - evoluția demografică

|  | Graficele sunt indisponibile din cauza unor probleme tehnice. Mai multe informații se găsesc la Phabricator și la wiki-ul MediaWiki. |

Date: Recensăminte sau birourile de statistică - grafică realizată de Wikipedia